# Franz Lustig
Pour les articles homonymes, voir Lustig.
Franz Lustig, né le 7 octobre 1967 à Fribourg-en-Brisgau, dans le land de Bade-Wurtemberg (Allemagne), est un directeur de la photographie allemand.

## Biographie
Franz Lustig étudie à l'Académie du cinéma du Bade-Wurtemberg à Louisbourg (Ludwigsburg) de laquelle il est diplômé en 1996. Depuis 1994, il travaille principalement dans le secteur de la publicité en tant que directeur de la photographie. Après des courts métrages et des documentaires, Wim Wenders l'engage comme directeur de la photographie pour ses deux films américains Land of Plenty (2004) et Don't Come Knocking (2005) ainsi que pour Rendez-vous à Palerme (2008).
Pour Don't Come Knocking, il reçoit le Prix du cinéma européen en tant que « Cinéaste européen 2005 ». Son clip Voodoo in my Blood de Massive Attack remporte le Golden Frog du meilleur clip au festival du film polonais Camerimage en 2017.
Franz Lustig est membre de l'Académie allemande du cinéma et de l'Académie européenne du cinéma. Il est marié à la monteuse Elena Bromund. Le couple vit à Berlin et à Los Angeles.

## Filmographie partielle

### Au cinéma
- 2004 : Land of Plenty
- 2005 : Don't Come Knocking
- 2008 : Rendez-vous à Palerme
- 2013 : Maintenant c'est ma vie
- 2019 : Cœurs ennemis
- 2023 : Anselm : Le bruit du temps
- 2023 : Perfect Days

## Récompenses et distinctions

### Nominations
- Prix AFC 2025 : 
  - Meilleure photographie pour un long métrage de fiction pour Perfect Days
  - Meilleure photographie pour un documentaire pour Anselm : Le Bruit du temps

- (en) Franz Lustig: Awards, sur l'Internet Movie Database